# Viktor Emanuel af Savoyen
Viktor Emanuel,  egentlig Vittorio Emanuele, (født 12. februar 1937 i Napoli, Italien - 3. februar 2024), var søn af Umberto 2. af Italien og Marie José af Belgien. Han var prins af Savoyen, og han var bosat i Schweiz, hvor han var forretningsmand.
I 1946 var han kortvarigt Italiens kronprins. I 1983-2006 var han italiensk tronprætendent og overhoved for det italienske kongehus.

## Ungdom
I sin ungdom levede han et hektisk forlystelsesliv, og han havde en lang række romancer, blandt andet med Brigitte Bardot. 

## Familie
Han giftede sig (morganatiskt) den 7. oktober 1971 i Teheran, Iran, med Marina Ridolfi Doria (f. 12 februar 1935). Parret fik en søn, Emanuele Filiberto af Savoyen, født 22. juni 1972. 
Emanuele Filiberto er siden 25. september 2003 gift med den franske skuespillerinde Clotilde Courau. De har to døtre, Victoria (født 28. december 2003) og Luisa (født 16. august 2006).

## Skandaler
I 1978 var Viktor Emanuel indblandet i en meget omtalt skandale. Han var på ferie med sin familie på den lille ø Isola di Cavallo nær Korsika. En aften skød han på en gruppe unge tyske turister. En 19-årig tysker blev hårdt såret og døde få dage senere. Viktor Emanuel blev arresteret, men blev løsladt efter få dage. Tretten år senere blev Viktor Emanuel frikendt i en retssag. 
Han blev arresteret igen den 16. juni 2006. Denne gang anklaget for bl.a. korruption, organiseret kriminalitet og indblanding i prostitution. I et politiforhør i september 2006 erkendte han, at han havde dræbt den unge tysker i 1978.  
Han har erklæret sin støtte til de antijødiske racelove fra 1930'erne. Han har handlet våben med shahen af Iran. Desuden har han været medlem af P2, der var en hemmelig organisation, der ville omstyrte demokratiet og omdanne Italien til en autoritær stat.

## Udelukkelse af arvefølgen
Den 7. juli 2006 forsøgte hans fætter prins Amedeo, hertug af Aosta, at overtage Viktor Emanuels værdighed som tronprætendent og overhoved for det italienske kongehus. Prins Amedeo henviste til en erklæring fra 1971, hvor Umberto II advarede sin søn mod at gifte sig morganatisk med Marina Ridolfi Doria. Umberto II's manglende anerkendelse af ægteskabet skulle ifølge prins Amedeo betyde, at hverken Viktor Emanuel eller dennes søn Emanuele-Filiberto har arveret til tronen.  